# کار شب‌پا
کار شب‌پا یکی از اشعار نیما یوشیج است.

ماه می‌تابد، رود است آرام،

بر سر شاخه‌ی «اوجا» «تیرنگ»

دم بیاویخته، در خواب فرورفته، ولی در «آیش»

کار «شب‌پا» نه هنوز است تمام.

## نقد
حبیب‌الله عباسی و مرتضی محسنی، شعر را از نظر جامعه‌شناختی نقد و بررسی کرده‌اند.
رضا ناظمیان و فاطمه خیراتی این شعر را با شعر «المومس العمیا» اثر بدر شاکر السیاب مقایسه کرده‌اند.